# L'Évadé de Yuma
Pour plus de détails, voir Fiche technique et Distribution.
L'Évadé de Yuma (Vivo per la tua morte) est un western spaghetti italien sorti en 1968, réalisé par Camillo Bazzoni. C'est le dernier film où Steve Reeves joue.

## Synopsis
Un troupeau de chevaux appartenant aux Sturges est volé par une bande de hors-la-loi. Mike, le fils aîné, décide d'aller à leur recherche avec son frère cadet Roy et Bobcat, le chef de leurs cow-boys. Ils tombent dans une embuscade, et Mike est blessé à la jambe par Mayner, une vieille connaissance. Les bandits commandés par Mayner attaquent ensuite un train et le font exploser : Bobcat meurt, tandis que Mike et Roy sont capturés par le shérif et accusés du vol de l'or que le train transportait. Ils sont envoyés au pénitencier de Yuma et condamnés aux travaux forcés. Roy ne résiste pas aux mauvais traitements et meurt. Mike parvient à s'évader avec d'autres prisonniers. Ayant appris de Ruth, une amie d'enfance, que leur mère est morte de chagrin, Mike rejoint la demeure de Shorty, présumé voleur de l'or du train, mais ne parvient à obtenir aucune information car il doit le tuer pour se défendre. Or le shérif Freeman et Mayner, qui avaient organisé l'attaque du train, se rendent à la cabane de Dragon Pass, où ils ont caché leur butin : Mike est là à les attendre. Par un violent combat au revolver, tous les bandits sont éliminés.

## Fiche technique
- Titre français : L'Évadé de Yuma
- Titre original italien : Vivo per la tua morte
- Genre : western spaghetti
- Réalisation : Camillo Bazzoni
- Scénario : Roberto Natale, Steve Reeves, d'après le roman Judas Gun (1964) de Gordon D. Shirreffs
- Production : Roberto Natale pour B.R.C. Produzione Film
- Photographie : Enzo Barboni
- Montage : Roberto Perpignani
- Musique : Carlo Savina
- Décors : Gastone Carsetti
- Costumes : Franco Antonelli
- Maquillage : Marcello Ceccarelli
- Année de sortie : 1968
- Durée : 104 minutes
- Format d'image : 1.85:1
- Langue : italien
- Pays :  Italie
- Distribution en Italie : Titanus
- Date de sortie en salle en France : 22 janvier 1969[1]
- Affiche : Constantin Belinsky (France)

## Distribution
- Steve Reeves : Mike Sturges
- Wayde Preston : Marlin Mayner

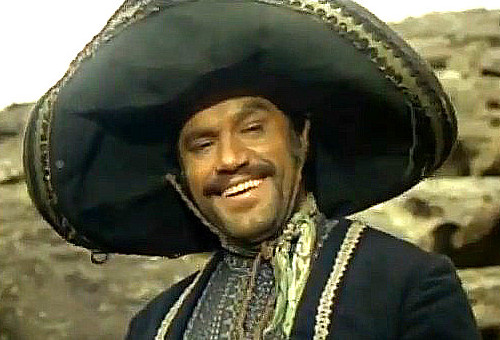
Aldo Sambrell dans le rôle du chef de bande mexicain.

- Guido Lollobrigida (sous le pseudo de Lee Burton) : Harry
- Mimmo Palmara (comme Dick Palmer) : Max Freeman
- Silvana Venturelli : Ruth Harper
- Nello Pazzafini (sous le pseudo de Ted Carter) : Bill Savage
- Franco Fantasia : Jim Castleman
- Enzo Fiermonte : Bauldy Morris
- Aldo Sambrell : chef de bande mexicain
- Rosalba Neri : Encarnacion
- Silvana Bacci : Delicias, prostituée
- Spartaco Conversi : Bobcat Bates
- Mario Maranzana : barman
- Ivan Scratuglia : un cowboy
- Franco Balducci : Mason, un détenu
- Emma Baron : la mère de Mike et Roy
- Bruno Corazzari : Shorty
- Sergio De Vecchi : Roy Sturges